# Kahurangi Point Lighthouse
Das Kahurangi Point Lighthouse ist ein Leuchtturm auf Südinsel Neuseelands. Er befindet sich in der Region West Coast nahe Karamea. er steht auf Kahurangi Point an der Bucht Karamea Bight an der Nordwestspitze der Südinsel Neuseelands. Er wird von Maritime New Zealand betrieben.
Der gusseiserne Turm wurde von den Thames Iron Works (Judd Engineering) in Sektionen gefertigt und wurde dann per Schiff zum Big River, etwa 2 Meilen nördlich des Turmes verschifft. Zum Entladen nutzte man einen bei Ebbe trocken fallender Felsvorsprung am Fluss, von dem man die Last an Land bringen konnte.
Die Segmente wurden dann mit Wagen den Strand hinaufgefahren und dann etwa 50 m auf einer Standseilbahn die Klippen hinaufgezogen. Für die drei Leuchtturmwärter und ihre Familien wurden drei Häuser errichtet.
Der Turm wurde im November 1903 in Betrieb genommen und besaß eine Fresnellinse zweiter Größenordnung. Zwei rote Segmente im Leuchtfeuer warnen vor bis 7 Meilen ins Meer vorspringenden Riffen.
Das Gelände um den Turm eignet sich zum Gartenbau, das Meer sorgte für die Versorgung mit Fisch und Meerestieren. Die Versorgung mit Frischfleisch war anfangs problematisch. Die Leuchtturmwärter selbst rodeten den Busch für eine Schafweide, später versorgte das Marine Department sie mit Zaundraht für eine Pferde- und eine Schafweide.
Die Pferde wurden benötigt, um die halbjährlich am Big River angelandeten Versorgungsgüter mit einem Wagen zur Seilbahn zu fahren. Die Versorgung über den Seeweg erwies sich aber bei Seegang als gefährlich. So lief der Dampfer Te Kapu auf Grund, die Scow Ngaru schlug leck. Um 1906/07 wurde die Ladung der Schiffe nicht mehr am Big River gelöscht, sondern mit Booten vom Schiff direkt zu einem kleinen Meeresarm bei den Häusern der Leuchtturmwärter transportiert. Später ging man dazu über, dass monatlich einer der Leuchtturmwärter mit Packpferden nach Collingwood ritt, um Nachschub zu holen.
Das Marine Department beschloss 1925, den Turm zu automatisieren. Dazu wurde der Ölbrenner im September 1926 durch eine Acetyenlampe ausgetauscht. Die Wärter verließen den Turm nach dem Murchison-Erdbeben 1929, das die Station schwer beschädigte. Der Turm war über zwei Monate außer Betrieb, da die Optik zerstört und der Turmfuß von einem Erdrutsch verschüttet war. Eines der Leuchtturmwärterhäuser und das Schulzimmer wurden zerstört.
Bis im März 1931 der Turm mit einer neuen 800-mm-Trommellinse wieder in Betrieb gehen konnte, nutzte man ein behelfsmäßiges Leuchtfeuer. Der Turm wurde wieder bemannt. 1960 wurde er automatisiert, das Gaslicht 1967 elektrifiziert und von einem Dieselaggregat versorgt.
Der Leuchtturm im Kahurangi National Park ist zu Fuß von Anatori erreichbar. Eines der Wärterhäuser wurde zur Wanderunterkunft umgebaut.